# Die Fragmente der Vorsokratiker
Die Fragmente der Vorsokratiker is een meerdelige collectie met tekstmateriaal van en over de presocratische filosofen, die vanaf 1903 is uitgegeven door Hermann Diels. De Grieks-Duitse editie is de eerste waarin al het presocratische materiaal is verzameld. Anno 2017 geldt het nog steeds als een standaardwerk. Tijdens Diels' leven verschenen vier edities, bestaande uit twee delen. Postuum werd Die Fragmente der Vorsokratiker herzien door Walther Kranz, die een derde deel met registers toevoegde. Van de herziene versie verschenen twee edities tot 1951.
Het begrip presocraat is dankzij Diels gangbaar geworden. Daarmee bedoelde hij ten eerste denkers die aan Socrates (496 - 399 v.Chr.) voorafgingen, en in de tweede plaats denkers die niet door Socrates waren beïnvloed. Daarom gaan de boekdelen over Orpheus tot en met de pythagoreeërs, en over tijdgenoten van Socrates, zoals sofisten. Naast filosofen in strikte zin zijn ook testimonia en fragmenten opgenomen van en over legendarische figuren (bijvoorbeeld Musaeus), dichters (bijvoorbeeld Ion van Chios) en voorlopers van de filosofie (bijvoorbeeld Pherecydes van Syros).
Het tekstmateriaal bestaat uit fragmenten (citaten) van de auteurs, en testimonia over hen door latere auteurs. Het materiaal is per persoon geordend in drie categorieën: testimonia over leven en leer (A-teksten); fragmenten (B-teksten); teksten waarvan de authenticiteit betwijfeld wordt (C-teksten). De fragmenten worden nauwelijks in hun context gegeven. Moderne vakliteratuur verwijst naar die edities als Diels-Kranz (DK). De gangbare verwijzing naar de primaire tekst is: DK [hoofdstuknummer filosoof] [A/B] [tekstnummer].